# الشيماء بنت الحارث
الشيماء بنت الحارث هي حذافة بنت الحارث بن عبد العزى بن رفاعة السعدية وقيل جذامة، ولقبها الشيماء، من بني سعد من قبيلة هوازن وهي أخت الرسول محمد من الرضاعة، وابنة حليمة السعدية مرضعة النبي، وقيل هي أختها.

## أسرتها
هي من بني سعد من قبيلة هوازن
- أمها: حليمة بنت أبي ذؤيب السعدية.
- وأبوها:الحارث بن عبد العزى بن رفاعة بن ملان بن ناصرة بن سعد بن بكر بن هوازن.
- عمها: أبو ثروان بن عبد العزى.
- وأخوتها : عبد الله بن الحارث، وأنيسة بنت الحارث.[2]

## مقابلتها بالنبي
ذكر الإمام ابن حجر في الإصابة في تمييز الصحابة وغيره أنها وقعت في السبي في أيدي المسلمين يوم هوازن، وأخذوها فيمن أخَذُوا من السَّبْي، فقالت لهم: «أنا أُخْتُ صاحبكم»، فلما قدموا بها على رسول الله ﷺ قالت له: «يا محمد، أنا أُخْتُك»، وعرفته بعلامةٍ عرفها، فرحب بها، وبسط لها رداءه، فأجلسها عليه، ودمعت عيناه، وقال: «إِنْ أَحبَبْتِ فَأَقِيميِ عِنْدِي فَأَقِيميِ مُكَرَّمةً مُحَبَّبَةً؛ وَإِنْ أَحْبَبْتِ أَنْ تَرْجِعِيِ إِلَى قَوْمِكِ أَوْصَلْتُكُ»، فقالت: «بل أرْجِعُ إلى قومي.» فأسلمت، فأعطاها رسول الله ﷺ ثلاثة عبيد وجارية وأعطاها نِعَمًا وشاة، وكان ذلك سنة 8 هـ .

## مواقفها في الإسلام
لما توفي رسول الله أرتد قومها (بنو سعد) عن الإسلام، فوقفت موقفًا شجاعًا، تدافع عن الإسلام بكل جهدها؛ حتى أذهب الله الفتنة عن قومها، وكانت كثيرة العبادة والتنسُّك، واشتهرت بشِعرها الذي ناصرت فيه الإسلام ورسوله، وظلت تساند المسلمين وتشد من أزرهم حتى أتاها اليقين.